# 斎藤季治郎
斎藤 季治郎（さいとう すえじろう、慶応3年7月3日（1867年8月2日） - 大正10年（1921年）2月26日）は、大日本帝国陸軍の軍人。最終階級は陸軍中将。位階および勲等は従三位・勲一等。名は季次郎とも書く。

## 人物
和泉国堺の木綿問屋斎藤甚兵衛の四男として生まれる。陸軍大学校卒。近衛師団司令部付を経て北京公使館付駐在武官となる。陸軍きっての中国通として知られた。大正7年（1918年）中将に進む。シベリア出兵では第11師団長として従軍したが、大正10年（1921年）ウラジオストクで病没した。

## 栄典・授章・授賞
位階
- 1892年（明治25年）2月3日 - 正八位[1]
- 1897年（明治30年）8月20日 - 正七位[2]
- 1902年（明治35年）12月10日 - 従六位[3]
- 1905年（明治38年）6月12日 - 正六位[4]
- 1907年（明治40年）12月27日 - 従五位[5]
- 1913年（大正2年）1月30日 - 正五位[6]
- 1918年（大正7年）2月28日 - 従四位[7]
- 1920年（大正9年）3月10日 - 正四位[8]
- 1921年（大正10年）2月26日 - 従三位[9]

勲章等
- 1902年（明治35年）5月10日 - 明治三十三年従軍記章[10]
- 1904年（明治37年）5月27日 - 勲五等瑞宝章[11]
- 1906年（明治39年）4月1日 - 功四級金鵄勲章・勲四等旭日小綬章・明治三十七八年従軍記章[12]
- 1918年（大正7年）9月29日 - 旭日重光章[13]
- 1921年（大正10年）2月26日 - 勲一等旭日大綬章[9]

外国勲章佩用允許
- 1910年（明治43年）3月22日 - 大韓帝国：勲二等太極章[14]
- 1917年（大正6年）3月9日 - フランス共和国：レジオンドヌール勲章コマンドゥール[15]